# توماس شيبارد
توماس شيبارد (4 مارس 1873 في المملكة المتحدة - 7 يونيو 1954 في المملكة المتحدة) (بالإنجليزية: Thomas Sheppard)‏ هو لاعب كريكت بريطاني وبريطاني (وحمل سابقاً جنسية المملكة المتحدة لبريطانيا العظمى وأيرلندا). لعب مع نادي مقاطعة ورسسترشاير للكريكيت ‏ ونادي مقاطعة هامبشاير للكريكت ‏.

## وصلات خارجية
- توماس شيبارد على موقع إي آس بي آن كريك إنفو (الإنجليزية)